# 福島県いわき市6人死傷事故
福島県いわき市6人死傷事故とは、2021年7月24日午後10時10分頃に福島県いわき市小名浜にてA（男・当時18歳）が時速157kmで運転する乗用車が橋の欄干に衝突し、同乗者1名を死亡させ、4名に重軽傷を負わせた道路交通事故である。
被疑者の男が危険運転致死傷罪ではなく過失運転致死傷罪、また執行猶予となったことで社会問題となった。2022年4月の改正少年法施行後、福島県内で「特定少年」が審理され、判決が出たのは初例となった（審理では実名が伏せられた）。

## 経緯
2021年7月24日午後10時10分頃に福島県いわき市小名浜上神白字館下の県道にて、A（男・当時18歳・専門学生）は自車（トヨタ・プリウスα）に友人5名を乗せて買い物に行く途中であったが、時速157kmで運転する乗用車が道路中央の橋の欄干に衝突し、ポール2本が車に突き刺さり、後部座席に乗車していたB（男・当時18歳）が即死し、他同乗者4名に重軽傷を負わせた。ラゲッジスペースに乗車していたC（男）は全治3ヶ月の重傷を負った。
Aは2022年3月に危険運転致死傷罪で逮捕され、検察が家庭裁判所に身柄を送ったが、家庭裁判所は25日に刑事処分が相当だとして少年を検察に送り返す逆送を決定し、その後過失運転致死傷罪によりAを起訴した。危険運転致死傷罪ではなく過失運転致死傷罪になった事について、遺族は検察官より「脇見が原因で事故が起きた」と説明を受けたといい、Bの父親（43）は「ふざけるなと思った。脇見をしたという証言をしたのは被告人だけで、被告人の言い分を優先するのか」と語った。

## 検察の対応に対する疑惑
2022年7月15日に福島地検いわき支部にて裁判が行われ、裁判官はAに懲役3年・執行猶予5年（求刑懲役4年以上6年以下）を言い渡した。
Aは「スピードを出せとはやしたてたのも、後ろからいたずらをしてわき見の原因をつくったのも、亡くなったBのせいだと思う」と供述していたというが、同乗していたCによると、はやし立ては行っていなく、Bは後ろからAにイタズラもせず、事故原因は脇見ではなく速度の出しすぎであるということを語ったといい、Cは自ら検察に連絡を入れ、自分の証言を刑事裁判で取り上げるよう要求したが、検察はCを証人として採用することはなく、裁判は1回で結審し、結果的に「脇見運転」が事故の原因という内容の判決が下された。
28日に検察に呼ばれたBの母親（42）は、Cを刑事裁判で証人として採用しなかった理由を検事に問い詰めたというが、検事は「同乗者には被告がわき見をしていなかったように見えたとしても、被告が目だけを動かしている場合もありますからね」と答えたという。
遺族と同乗者たちは控訴を求めていたが、いわき支部は遺族らを呼び出し「過去の判例を見ても、実刑になっている事件は死亡者が2人以上の事故がほとんど。裁判官の判断には問題がないので、控訴はしない」として拒否され、控訴を断念した。